# Betonrohr

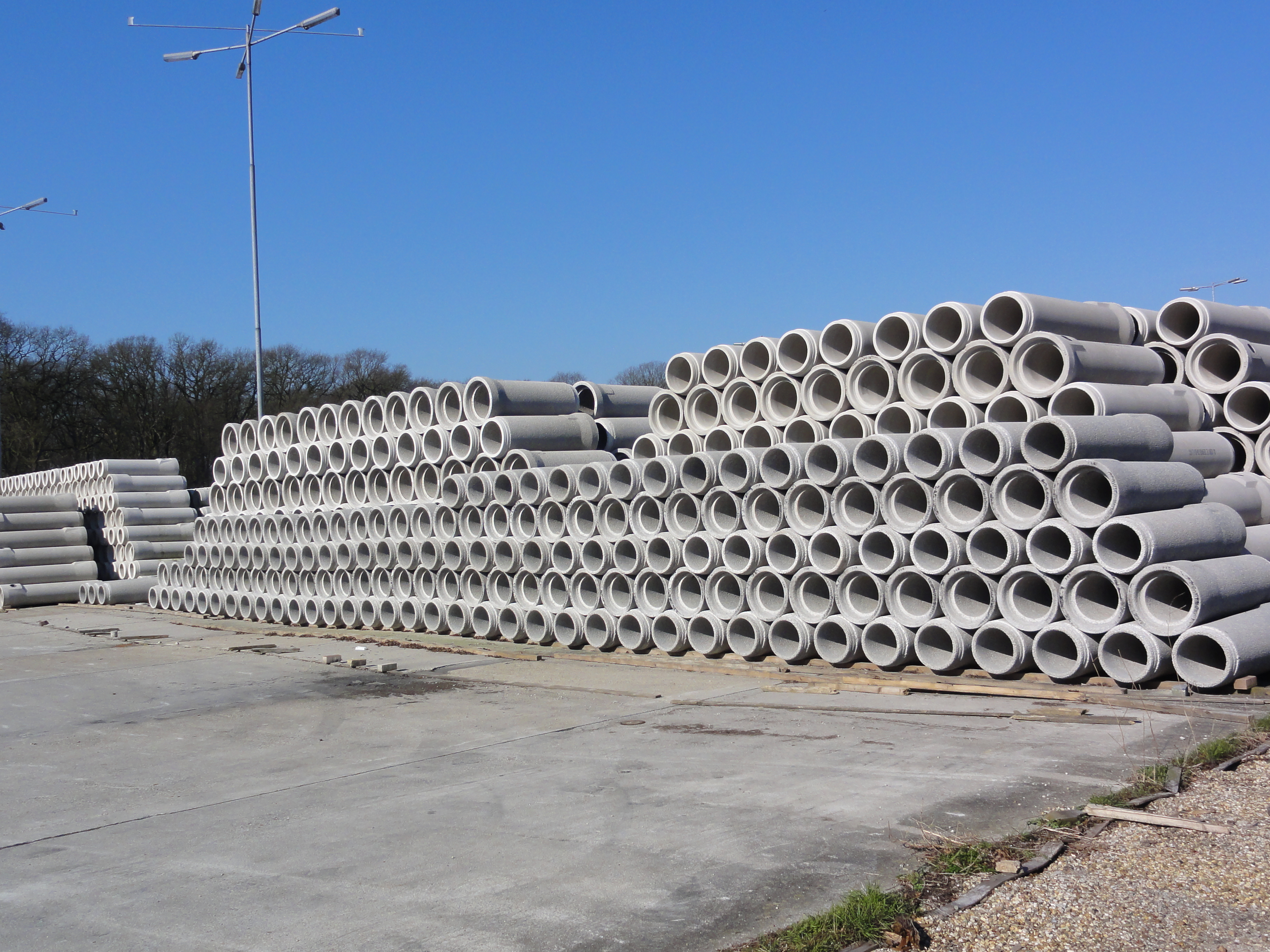
Lager von Betonrohren

Betonrohre sind Rohre aus Beton, die hauptsächlich als Betonfertigteil im Tiefbau zur Abwasserbeseitigung eingesetzt werden.
Es gibt aber auch Anwendungen im Hochbau.
Betonrohre werden in der Regel horizontal verbaut, beim senkrechten Einbau können sie beispielsweise als Kontrollschacht dienen.

## Geschichte
Genaue zeitlichen Angaben zur Herstellung und Verarbeitung von Rohrleitungen aus Beton gibt es nicht. In den meisten Veröffentlichungen wird auf die Abwasseranlage der „Cloaca Maxima“ in Rom verwiesen, wobei die Römer große Natursteinquader – später Ziegel – verwendeten, die sie mit „opus caementitium“ (Römischer Beton) entsprechend schichtweise aufbauten. Auch für die Trinkwasserversorgung und beim Bau von Aquädukten wurde „Römischer Beton“ verwendet. Frühe Abwasseranlagen sind aber auch aus anderen Städten bekannt, wie z. B. aus Köln, wo Im April 2005 beim U-Bahnbau die Mündungsöffnung des römischen Abwasserkanals in den römischen Rheinhafen aufgefunden wurde. Sie wurden aus Tuffblöcken bzw. aus „opus caementitium“ mit einer Schale aus Grauwacke gebaut.
Seit etwa 1850 wird Beton und der später daraus weiterentwickelte Stahlbeton planmäßig und gezielt bei Betonrohren eingesetzt. Nach Berichten der „Deutschen Bauzeitung“ vom 13. Januar 1883 wird in einem Beitrag „Ueber Kanalbau-Materialien“ von der Anwendung von Betonkanälen in verschiedenen Städten berichtet. Der älteste Verweis stammt aus der Stadt Basel: „Seit dem Jahre 1863 bis heute sind in dem Weichbild unserer Stadt ca. 5.766 m Betonkanäle von 300 bis 600/900 mm Größe ausgeführt worden. Die Kanäle dienen zur Aufnahme der Abwässer und Fäkalien aus Häusern; in einen derselben münden auch die Abflüsse einer groß angelegten Brauerei. Alle haben sich bis anher sehr gut gehalten, zu keiner Reparatur Anlass geboten und entsprechen durchaus ihrem Zwecke, so dass bei weiterem Bedarf von Kanälen schwerlich ein anderes Material, als Zementbeton gewählt werden wird.“
Und weiter: „Ganz ähnlich wie in den hier mitgetheilten Beispielen lauten die Berichte von anderen Städten wie Aachen, Mainz, Köln, Nürnberg, Stettin usw. Spezieller mitgetheilt sei noch das, was wir aus London durch den bekannten Ingenieur Grant, einem Spezialisten auf diesem Gebiete, erfuhren. Herr Grant schrieb uns, dass der erste Betonkanal in London im Jahre 1865 hergestellt worden sei; weitere Betonkanal-Ausführungen seien bald nachgefolgt.“
In Frankfurt a. M. wurden seit 1875 Zement-Beton-Sohlstücke und Einlass-Stücke sowie Zement-Einlass-Stücke verwendet. In Darmstadt baute man seit 1871 „runde und eiförmige Zementröhren bis 600/900 mm Größe, zur Ableitung des Straßenwassers, der Abwässer aus Häusern, Bierbrauereien, Pissoirs etc. ein. Bei Untersuchungen ergab sich, dass die Röhren an keiner Stelle angegriffen waren, vielmehr eine durchaus gleichmäßige, sehr bedeutende Härte erlangt hatten“.

## Betonindustrie
Aufgenommen wurde in Deutschland die Herstellung von Betonrohren um 1850 unmittelbar nach der Produktionsaufnahme der ersten Zementfabriken.
Zunächst waren es in hölzernen oder gemauerten Formen gegossene „Cementguß-Röhren“. Es folgten mit Handstampfern verdichtete Betonrohre. Diese manuelle Verdichtung wurde schnell durch maschinelles Stampfen abgelöst. Im Laufe der folgenden Jahrzehnte setzten sich Pressen, Schleudern, Rütteln und kombinierte Verfahrenstechniken zur Verdichtung des Betons durch.
Zunächst fertigte man runde und eiförmige Rohre mit und ohne Fuß. Am meisten wurde das eiförmige Rohr mit einer Vielzahl verschiedener Profile gefertigt. Anlässlich der Weltausstellung in Wien 1873 wurde auf dem Stand einer Firma ein repräsentativer Querschnitt der produzierten Rohrprofile gezeigt. Das gesamte Fertigungsprogramm wurde immer mehr erweitert auf andere Formen und Durchflussquerschnitte. Es gab sogar Rohre mit viereckiger Form. Die Firma Hüser & Co., Bonn-Oberkassel, fertigte 1905 Keilrohre, auch „Atlasrohre“ genannt, die zur Aufnahme höherer Belastungen im Scheitel verstärkt waren.
Der Beginn der Stahlbetonbauweise ist mit der Patentanmeldung des Franzosen Joseph Monier, einem Gärtner, verbunden.
Er erhielt 1867 sein erstes Patent und 1868 das Zusatzpatent „Anwendung des Konstruktionsgrundsatzes (bewehrter Beton) des Stammpatentes auf die Herstellung von Röhren für alle Durchmesser und Längen“.
In Deutschland wurden 1886 im Harzer Bergbau „Cementröhren mit Eiseneinlagen“ für eine Betriebswasserleitung eingesetzt. Die Actien-Gesellschaft für Monier-Bauten fertigte um 1890 in Neckarau kreis- und eiförmige Monierröhren nach dem Zisselerverfahren.

### Schleuderbetonrohre
Das älteste deutsche Verfahren zur Herstellung von Schleuderbetonrohren (SBR) der Deutschen Schleuderröhren-Werke Otto & Schlosser, Meißen, nach Patenten aus dem Jahre 1907 wurde um 1910 von der Firma Dyckerhoff & Widmann KG übernommen. Mit der Herstellung vorgespannter Rohre nach dem Schweizer Siegwart-Verfahren begann 1910 die Firma Ed. Züblin & Cie und übernahm 1923 das italienische Vianini-Schleuderverfahren, nach dem auch die Firma Carstenjen & Cie. produzierte.
Durch die Kombination beider Verfahren entstand das Schleuderbeton-Vorspannrohr „Bauart Züblin“.
In den Folgejahren entwickelte und verbesserte man im In- und Ausland immer weiter Herstellungs- und Verdichtungstechniken. Dazu zählen z. B. das Vakuumverfahren, die Herstellung von Blechmantel-, Walzbeton-, Rüttelpressbeton-, Schleuderpressbeton-, Schleuderwalzbeton- und Radialpressbetonrohren. Einige Verfahren ermöglichen auch die Verwendung von Kunstharzbeton.

### Normung
Im Jahre 1898 gründeten die Zementwaren- und Kunststeinfabriken sowie Betonbau-Unternehmer den Deutschen Beton-Verein e. V. Dieser erarbeitete Vorschriften für die Prüfung von Betonwürfeln und die Herstellung von Stampfbeton. Bereits 1899 wurde ein Röhrenausschuss eingesetzt. Dieser Ausschuss sollte eine Vorschrift für die Prüfung von Betonrohren aufstellen. 1906 wurden die „Leitsätze zur Ausführung von Zementrohrleitungen“ und 1909 die „Leitsätze für die Prüfung von Zementrohren“ aufgestellt.
Unter Beteiligung des Deutschen Beton-Vereins und der in verschiedenen Teilen Deutschlands bestehenden Verbände der Zementwaren- und Kunststein-Industrie wurde 1920 der Bund der Deutschen Zementwaren- und Kunststein-Industrie e. V. gegründet. Dieser Verband – 1925 in Bund der Deutschen Betonwerke e. V., 1952 in Bundesverband der Betonsteinindustrie e. V. und schließlich 1964 in Bundesverband Deutsche Beton- und Fertigteilindustrie e. V. (BDB) umbenannt – nahm die Arbeit zur Vereinheitlichung von Zementwaren auf. Gemeinsam mit dem Deutschen Beton-Verein wurden die Normen für Betonrohre aufgestellt.
Noch heute bestehen, in mehrfach überarbeiteter Fassung, Normenwerke, die bereits in den ersten Jahren des Bestehens des Normenausschusses für einige Betonerzeugnisse erarbeitet wurden. Für Betonrohre wurde als erste Norm DIN 1201 (Februar 1923) „Kanalisationsrohre; Beton“ veröffentlicht. Diese Norm war bereits damals eine Maß- und Gütenorm. Sie enthielt für kreis- und eiförmige Rohre mit Fuß maßliche Festlegungen für lichte Abmessungen und Fußbreiten. Außerdem wurden die den lichten Durchmessern zugeordneten Bruchlastwerte vorgeschrieben.
Mit fortschreitender technologischer Entwicklung, der Produktionstechnik und des Rohrleitungsbaues wurde im April 1959 die überarbeitete dritte Ausgabe der DIN 4032 „Rohre und Formstücke aus Beton; Abmessungen, Herstell- und Gütebestimmungen, Prüfung“ herausgegeben. Im Blatt 2 „Technische Lieferbedingungen“ wurden Mindestwanddicken sowie Nut- und Falzabmessungen festgelegt. Die Entwicklung zu höheren Tragfähigkeiten führte zur Erarbeitung der „Vorläufigen Richtlinien für Betonrohre mit erhöhten Wanddicken“ (Februar 1965). Diese gingen später in die überarbeitete DIN 4032 (Juli 1973) „Betonrohre und -formstücke; Maße, Technische Lieferbedingungen“ mit über. Für Stahlbetonrohre und Stahlbetondruckrohre wurden drei Normen veröffentlicht: DIN 4035, DIN 4036 und DIN 4037, alle Ausgabe Mai 1939. Eingefügt wurde in DIN 4035 (Dezember 1968) vor allem die Tragfähigkeitsberechnung nach DIN 1045 sowie die Prüfung auf Wasserdichtheit. Ergänzend entstand 1967 das DVGW-Arbeitsblatt W 316 „Verwendung von Rohren aus Spannbeton und Stahlbeton in der Trinkwasserversorgung“. Auf Grundlage der DIN 1045 (Januar 1972) wurde DIN 4035 (Sept. 1976) neu bearbeitet. Nach weiteren Neuausgaben der DIN 4035 im Juli 1990 und im Mai 1995 wurde diese nationale Norm im April 2003 zurückgezogen und durch Europäische Normen ersetzt. DIN 4036 und 4037 sind seit längerer Zeit ungültig.
In Deutschland sind folgende Normen gültig:
DIN EN 639
Allgemeine Anforderungen für Druckrohre aus Beton, einschließlich Rohrverbindungen und Formstücke; aktuelle Ausgabe 12.1994
DIN EN 640
Stahlbetondruckrohre und Betondruckrohre mit verteilter Bewehrung (ohne Blechmantel); aktuelle Ausgabe 12.1994
DIN EN 1916
Rohre und Formstücke aus Beton, Stahlfaserbeton und Stahlbeton; aktuelle Ausgabe 4.2003
DIN V 1201
Rohre und Formstücke aus Beton, Stahlfaserbeton und Stahlbeton für Abwasserleitungen und -kanäle – Typ 1 und Typ 2 – Anforderungen, Prüfung und Bewertung der Konformität; Vornorm, aktuelle Ausgabe 8.2004

### Verbindung
Den gestiegenen Anforderungen an Tragfähigkeit und Dichtheit der Rohre und Rohrleitungen passte sich auch die Entwicklung bei den Rohrverbindungen an. Allgemein war das Dichten der Rohrverbindungen mit Zementmörtel bei Rohren mit Falz und Nut üblich. In den 1906 herausgegebenen „Leitsätze für Ausführung von Zementrohrleitungen“ wurde das Verfahren der Zementmörteldichtung bei Rohren mit Spitz- und Stumpfmuffe eingehend beschrieben. Später ging man davon ab. Es kamen neben Vergussmassen ab 1951 plastische Dichtstoffe in Form von Kitten und Bändern zum Einsatz. Stemmdichtungen wurden besonders bei Druckrohrleitungen angewendet. Dichtringe aus Gummi sind seit den 1930er Jahren bei Stahlbetondruckrohrleitungen bekannt. Heute haben sich Dichtmittel für Muffenverbindungen bei Beton-, Stahlbeton- und Spannbetonrohren durchgesetzt.
Bei Dichtungen, welche Heutzutage meist aus SBR bestehen, unterscheidet generell zwischen integrierten Dichtungen und losen Dichtungen. Bei Beton- und Stahlbetonrohren mit integrierten Dichtungen unterscheidet man zwischen BL-T (für Tiefmuffe) – wie beispielsweise bei Haba-Beton und Grafe-Beton üblich – und BL-R Dichtungen. BL-R Dichtungen werden in den Nennweiten DN 300 und DN 400 nochmal zwischen (V) – z. B. bei Berding und Hume – und (N) – z. B. bei Steinbach – unterschieden. Ab der Nennweite 500 sind (V) und (N) identisch. Entscheidend ist dabei das Spitzendenmaß „d³“. Bei Nennweiten ab 700 haben runde Betonrohre generell das gleiche Spitzendenmaß, nur die Tiefe unterscheidet sich. Weiterhin gibt es diverse lose Dichtungen. Z.B. Keil-Gleit-Dichtungen (KD) bei Haba. Manche Rohrhersteller setzen jedoch auf Doppelmuffen, wie bei den Rohren von Müller-Beton.

### Sonderkonstruktion
„Der Gesundheitsingenieur“ berichtet 1916 von einer dreistöckigen Leitung aus bewehrtem Beton. Um eine Gesundheitsgefährdung der Bevölkerung durch den River Quequechan im Mühlendistrikt des Fall River, Massachusetts, USA, zu verhindern, plante man eine dreistöckige Abwasserleitung mit getrennten Kanälen zu bauen. Der „Engineering Record“ aus New York schreibt 1915 dazu: „Der Kanalisationsplan umfasst einen Hauptkanal, um die Mühlen mit Wasser zu versorgen, ein System von sanitären Kanälen zur Abführung der Abwässer und ein System von Oberflächenwasserdräns zur Entlastung der vorhandenen Kanäle. Der Hauptkanal sieht eine vollständige Trennung von heißem und kalten Wasser vor. Die Basis des Hauptkanals ist breit und stark, um möglichem und aufwärts gerichteten Druck zu widerstehen.“
Zwar nicht gleiche, aber ähnliche Konstruktionen, werden heute beim Bau von druckwasserdichten Fernwärmekanälen, Trinkwasserkanälen, Kühlwasserkanälen im Kraftwerkbau u. Ä. eingesetzt.